# لويس ستيفنسون
لويس ستيفنسون (بالإنجليزية: Lewis Stevenson)‏ (5 يناير 1988 بكيركالدي في المملكة المتحدة - ) هو لاعب كرة قدم بريطاني في مركز الظهير. شارك مع منتخب اسكتلندا تحت 19 سنة لكرة القدم ومنتخب اسكتلندا تحت 21 سنة لكرة القدم. أما مع النوادي، فقد لعب مع نادي هيبرنيان.

## وصلات خارجية
- لويس ستيفنسون على موقع الاتحاد الإسكتلندي (الإنجليزية)
- لويس ستيفنسون على موقع إي إس بي إن إف سي (الإنجليزية)
- لويس ستيفنسون على موقع قاعدة بيانات كرة القدم.إي يو (الإنجليزية)
- لويس ستيفنسون على موقع Soccerbase.com (لاعب) (الإنجليزية)
- لويس ستيفنسون على موقع Soccerway.com (الإنجليزية)
- لويس ستيفنسون على موقع عالم كرة القدم.نت (الإنجليزية)